# Tris(hydroxymethyl)aminomethan
Tris(hydroxymethyl)aminomethan (Kurzbezeichnung TRIS oder THAM), auch Tromethamin, Trometamol (INN) sowie TRIS-Puffer genannt. Chemisch handelt es sich um ein primäres Amin mit drei alkoholischen Hydroxygruppen.

## Synthese
Zunächst werden drei Äquivalente Formaldehyd in einer Aldolreaktion an Nitromethan unter Bildung von Tris(hydroxymethyl)nitromethan angelagert. Anschließend wird die Nitrogruppe durch Hydrierung mit Raney-Nickel zur Aminogruppe reduziert.

## Chemische Eigenschaften
Tris(hydroxymethyl)aminomethan wird für biochemische, molekularbiologische, mikrobiologische und pharmazeutische Zwecke als Puffersubstanz verwendet. Bei einem pKs 8,2 (bei 20 °C) besitzt TRIS eine gute Pufferkapazität zwischen pH 7,2–9,0. Es zeigt allerdings eine relativ starke Temperaturabhängigkeit der Säurekonstante (ΔpKs = −0,031 K−1). Der pH-Wert steigt bei Abkühlung bzw. sinkt bei Erwärmung der Lösung.

## Verwendung

### Puffersubstanz in der Biochemie
Die Substanz ist in der Biochemie eine häufig verwendete Puffersubstanz, z. B. im TE-Puffer bei der DNA-Sequenzierung oder in Elektrophoresepuffern wie bei der Trennung von Proteinen per SDS-PAGE oder der Trennung von Nukleinsäuren per Agarose-Gelelektrophorese (TAE-Puffer, TBE-Puffer). Weiterhin wird Tris(hydroxymethyl)aminomethan für Puffer zur Lösung von Proteinen verwendet, z. B. im TBS-Puffer und im TBS-T-Puffer. Da die Verbindung eine reaktive primäre Aminogruppe aufweist und in verschiedenen Fällen als Protein-Inhibitor wirkt, ist es nicht für alle Anwendungen geeignet, weshalb dann beispielsweise Good-Puffer oder anorganische Puffer verwendet werden.

### Hilfsstoff in der Pharmazie
Trometamol wird in verschiedenen pharmazeutischen Darreichungsformen wie etwa Augentropfen als Hilfsstoff eingesetzt. Es kann den pH-Wert von solchen Produkten erhöhen und wirkt als Emulgator und Puffer. Es wird auch als Stabilisator in Impfstoffen verwendet (beispielsweise gegen SARS-CoV-2) und als Gegenion für saure pharmazeutische Wirkstoffe.

## Handelsnamen
Monopräparate
THAM (D), TRIS (D), sowie ein Generikum (D)